# Reino de Leão
O Reino de Leão foi um dos antigos reinos ibéricos surgidos no período da reconquista cristã sendo independente durante três períodos: de 910 a 1037 (sob domínio da casa Leonesa), de 1065 a 1072 (sob o domínio da casa de Navarra) e de 1157 a 1230 (sob o domínio da casa da Borgonha).
A sua primeira constituição deu-se em 910, com a divisão do Reino das Astúrias pelos filhos do Rei Afonso III, o Grande; o primogénito Garcia ficou com o Reino de Leão, Ordonho com a Galiza e Fruela com as Astúrias.
Mais tarde Leão e Galiza acabaram por ser herdados pelo rei das Astúrias, dada a morte sem descendentes dos seus soberanos, tendo o rei Fruela passado a controlar toda a vasta área do Noroeste Peninsular cristão.
Em 1037, o rei Bermudo III foi derrotado, morto e substituído no trono por Fernando I conde de Castela, o qual se julgava com pretensões legítimas ao trono de Leão, já que era casado com a irmã de Bermudo, a rainha Sancha.
Foi novamente destacado após a morte de Fernando Magno (1065), cujas possessões foram repartidas entre os seus filhos Sancho, que ficou com Castela, Afonso, que ficou com Leão, e Garcia, que recebeu a Galiza. 
Após intensas lutas fratricidas com os seus irmãos, Afonso VI de Leão acabou por conseguir dominar também Castela e a Galiza, e proclamou-se "Imperador de toda a Espanha" (Imperator totus Hispaniæ). Ficou a capital sediada na velha cidade de Leão.
Esta situação manteve-se ao longo dos reinados da sua filha Urraca e o seu neto Afonso VII, o qual viria também a proclamar-se, tal como o avô, Imperador de Espanha. Apos a sua morte, Leão ganhou de novo, por um breve período, a sua independência; em 1157 os extensos territórios que compunham o seu Estado foram repartidos entre os seus filhos Sancho, que ficou com Castela, e Fernando, que recebeu Galiza e Leão.
O reino de Leão acabaria ser tomado uma última vez pelo rei de Castela em 1230, quando Fernando III de Castela, filho de Afonso IX de Leão através do seu casamento com Berengária de Castela, se apropriou do trono que pertencia, segundo as disposições testamentárias do pai, às suas meias-irmãs e legítimas herdeiras, as rainhas Sancha e Dulce; Para manter a independência do Reino de Leão, Afonso IX no seu testamento aplicou o direito galego de herança, que igualava na sucessão homens e mulheres, deixando suas filhas como futura rainhas de Leão. Porém, Fernando III com o auxílio da mãe Berengária e da mãe das herdeiras, a rainha Teresa Sanches de Portugal, conseguiu-se proceder à unificação definitiva das duas coroas, passando Castela a deter o predomínio no conjunto dos Estados do centro peninsular - a capital doravante estaria em Toledo, a velha capital goda, e não em Leão; a língua leonesa entrou em significativo declínio, sendo gradualmente substituída pelo castelhano. No século XVI, com a absorção de Aragão e Navarra, Leão manteve-se como uma capitania-geral do reino, figurando o seu título entre os vários que os reis de Espanha possuíam; só em 1833 desapareceu de jure e de facto o velho reino, transformando-se na região leonesa formada por Salamanca, Zamora e Leão. Esta região passou a formar com parte da Castela velha a comunidade de Castela e Leão no ano 1983; contudo, partes significativas do antigo reino integram hoje as comunidades autónomas de Castela e Leão, Estremadura, Galiza e Astúrias.

Estandarte do rei Afonso VII de Leão (1105-1157).